# Trapalcotherium
Trapalcotherium es un mamífero fósil del Cretácico de Argentina en la familia Ferugliotheriidae. La única especie, T. matuastensis, se conoce a partir de un diente, un primer molar inferior. Fue descubierta en la formación Allen, datando probablemente del Maastrichtiense, y fue descrita por primera vez en 2009. El diente tiene dos filas de cúspides, una en el lado interno (lingual) y la otra en el lado externo (labial), que están conectadas por crestas transversales separadas por valles profundos. Este patrón recuerda al Ferugliotherium, un mamífero gondwanatherio de depósitos de edad similar en Argentina, y por lo tanto, Trapalcotherium es reconocido como un miembro de la misma familia Ferugliotheriidae. Ferugliotheriidae es una de las dos familias de gondwanatheria, un grupo enigmático sin relaciones estrechas con ningún mamífero vivo.

## Descubrimiento y contexto
El único fósil conocido de Trapalcotherium se encontró en Cerro Tortuga en la provincia de Río Negro, al sur de Argentina. Esta localidad se encuentra en la formación Allen, una de las tres formaciones que han producido fósiles gondwanatherios del Cretácico Tardío de Argentina (las otras son las formaciones Los Alamitos y La Colonia). Las tres son probablemente casi igualmente antiguas, del Maastrichtiense (fines del Cretácico, hace unos 71-66 millones de años, ma) y quizás en parte del Campaniense (84-71 ma). Los mamíferos de la formación Allen se conocen por siete dientes, seis de los cuales representan cuatro especies de Dryolestoida, un grupo de mamíferos primitivos que domina las faunas de mamíferos del Cretácico Superior de Argentina. La fauna fue descrita en un artículo de 2009 por Guillermo Rougier y sus colegas, quienes nombraron Trapalcotherium, así como varios nuevos dryolestoidos. El nombre genérico, Trapalcotherium, combina el nombre de la cuenca donde se encuentra el Cerro Tortuga, Bajo Trapalca, con el griego therion "bestia", comúnmente utilizado para significar "mamífero" en los nombres científicos. El nombre específico, matuastensis, deriva de Puesto El Matuesto, un cobertizo utilizado por los paleontólogos que recolectaron los fósiles de la formación Allen.

## Descripción
El único diente de Trapalcotherium se identifica como un molar inferior porque tiene dos filas longitudinales de cúspides; como primer molar porque es más largo que ancho; y como diente izquierdo porque el lado izquierdo (interpretado como labial, en la dirección de los labios) tiene más cúspides que el lado derecho (lingual, la dirección de la lengua). El diente tiene 2,48 mm de largo y 2,07 mm de ancho. Falta parte de la esquina labial posterior.
La fila lingual contiene tres cúspides y la labial probablemente cinco (la esquina rota hace que el número sea incierto). Las crestas transversales, separadas por valles profundos, conectan las cúspides lingual y labial; por lo tanto, las cúspides no están muy separadas, sino más bien fusionadas. Las cúspides linguales son más grandes y están separadas por valles más grandes que las labiales. En la parte frontal del diente hay una estructura triangular que consta de la primera cúspide lingual y las dos primeras labiales. Una cresta baja conecta la primera lingual con la primera cúspide labial y una cresta más fuerte, separada de la primera por un valle relativamente poco profundo, conecta la segunda lingual con la primera cúspide labial. Detrás de esta estructura, un segundo triángulo está formado por dos crestas que pasan de la segunda cúspide lingual a dos cúspides en el lado labial (la parte posterior de las dos está rota, pero su existencia se presume por el patrón de la corona). El frente de estas dos crestas está interrumpido por un surco. La tercera cúspide lingual también está conectada a dos crestas, que rodean una pequeña depresión y presumiblemente conectadas a una o más cúspides labiales, que faltan en el fósil.

## Relaciones
Trapalcotherium se identifica como miembro de Gondwanatheria, un pequeño y enigmático grupo de mamíferos del Cretácico y Paleógeno de los continentes del sur (Gondwana), sobre la base de las crestas transversales y el triángulo de su corona. Se parece a Ferugliotherium de la formación Los Alamitos, el único miembro no controvertido conocido anteriormente de la familia Ferugliotheriidae, pero difiere en algunos caracteres: el triángulo del frente es más estrecho en Trapalcotherium ; el valle detrás del triángulo frontal es menos curvo; las crestas adheridas a la segunda cúspide lingual forman otro triángulo; el diente es relativamente más corto; Trapalcotherium no tiene los valles en forma de Y entre las cúspides que se ven en Ferugliotherium; y las puntas de las cúspides linguales están ubicadas más labialmente. Las afinidades evolutivas de gondwanatherios, que incluyen Ferugliotheriidae y Sudamericidae de corona superior, son controvertidas, aunque se ha propuesto repetidamente una relación con multituberculadps (un gran grupo conocido principalmente en los continentes del norte de Laurasia); la identificación de Trapalcotherium no proporciona información adicional que tenga relación con las relaciones de los gondwanatherios.